# America Chavez
America Chavez a Marvel Comics univerzum egyik szereplője. A szereplőt Joe Casey és Nick Dragotta alkotta meg. Első megjelenése a Vengeance 1. számában volt 2011 szeptemberében. Majd csatlakozott a Fiatal Bosszúállókhoz és 2017 márciusában Gabby Rivera író saját sorozatában, az America című sorozatban is szerepelt. Ő volt a második aki felvette a Miss Amerika nevet, Madeline Joyce után.
A karakter élőszereplős debütálása a Doctor Strange az őrület multiverzumában című filmben volt, Xochitl Gomez alakításában.

## Megalkotása
America Chavez először a 2011-es Vengeance című limitált sorozatban jelent meg Joe Casey és Nick Dragotta tollából. 2013-ban Kieron Gillen és Jamie McKelvie Young Avengers sorozatában, majd 2015-ben G. Willow Wilson, Marguerite Bennett és Jorge Molina A-Force című sorozatában. 2015 októberétől Chavez az All-New, All-Different Marvel kezdeményezés részeként Al Ewing és Kenneth Rocafort Ultimates sorozatában jelent meg. A 2016-os New York Comic Conon a Marvel bejelentette, hogy Chavez megkapja első önálló sorozatát  America címmel. 2017 márciusában indult el ez a sorozat, amelyet a latin-amerikai író, Gabby Rivera írt. 2018 augusztusában Chavez csatlakozott a West Coast Avengershez, amelyet Kelly Thompson író és Stefano Caselli művész írt.

## Története
America Chavez úgy vélte, hogy az anyja a disztópikus Párhuzamban nevelte fel, egy olyan valóságban, amely az időn kívül van, és a Demiurgosz néven ismert lény jelenlétében, akinek a jelenlétének tulajdonította, hogy szuperképességekkel ruházta fel őt. Emlékei szerint, amikor Chavez körülbelül hatéves volt, az disztópikus Párhuzamot a felvirágodás fenyegette. Chavez anyja feláldozták magukat, hogy lezárják a fekete lyukakat, aminek következtében részecskéik szétterültek a Multiverzumban. Mivel hős akart lenni, és tudta, hogy disztópiában nem lehet, Chavez elmenekült otthonról és a kötelezettségei elől. Különböző valóságokon át utazott és titokban szupergonoszként kezdett el tevékenykedni.
Chavez végül csatlakozott a Tini Brigádhoz, és Ultimate Nullifierrel együtt társ-vezető volt. A Tini Brigáddal együtt kiszabadította az In-Betweenert a kormány fogolytáborából, a nevadai Groom Lake Adjacentből. Az In-Betweenertől kapott információkkal a Tini Brigád elindult, hogy megakadályozza, hogy a Gonosz Ifjú Mesterei megbontsák a káosz és a rend közötti egyensúlyt. Hogy megakadályozza, hogy a Fiatal Mesterek beszervezzék Gyerek Lokit, Chavez betört a Metropolitan Művészeti Múzeumba, de Loki a Sikító Bálvány segítségével a Hatodik Dimenzióba küldte őt. Ott harcolt Tiboróval, és később az Utolsó Védelmezők, Amazon és Daimon Hellstrom mentették meg. Latveriában csatlakozott csapattársaihoz, ahol a Fiatal Mesterek és Fátum Doktor ellen harcoltak. A csata akkor ért véget, amikor Ultimate Nullifier lelőtte az In-Betweenert. Míg a füst eloszlott, a Tini Brigád titokban távozott. Chavez később "faji nézeteltérések" miatt elvált a Tini Brigádtól.
Miután elhagyta a Tini Brigádot, Chavez végül a Föld-212-re utazott, és később a tinédzser szélhámos Loki kereste fel. Úgy tesz, mintha megpróbálná meggyőzni Chavezt, hogy a Multiverzum érdekében ölje meg Wiccant. Chavez undorodva az ajánlattól, összeveszik Lokival és úgy dönt, hogy megvédi Wiccant. A Föld-616-on Chavez megakadályozta Lokit abban, hogy mágikusan megtámadja Wiccant az otthonában. Hulkling közbelépett, de America és Loki gyorsan elmenekült. Chavez később megmentette Hulklingot, Wiccant és Lokit az Anyától, egy dimenziók közötti parazitától, akit Loki egyik varázslata ébresztett fel. Mindannyian elmenekültek Marvel Boy hajóján, és segített nekik az Anya erőivel való végső összecsapásban a Central Parkban. Később, a Fiatal Bosszúállók 15. számában félvállról elárulja a csapatnak, hogy egy gusztustalan féreg.

## Képessége
Chavez emberfeletti erővel rendelkezik, valamint repülni is képes. Továbbá képes csillag alakú lyukakat rúgni a valóságban, ami lehetővé teszi számára és csapattársainak, hogy a multiverzumon keresztül más valóságokba utazzanak. Kifejlesztette azt a képességet, hogy egy ütéssel apró csillagdarabkákra tudja szétrobbantani az ellenséget. Rendkívüli kényszerhelyzetben képes egy nagy csillagot kivetíteni, amely hatalmas energiakitörést bocsát ki, és képes megsebezni olyanokat, mint Marvel Kapitányt.

## Megjelenése a képregényeken kívül

### Televíziós sorozatok
| Magyar cím | Eredeti cím   | Színész Eredeti hang | Magyar hang | Jegyzetek     |
| ---------- | ------------- | -------------------- | ----------- | ------------- |
|            | Marvel Rising | Cierra Ramirez       |             | [ 18 ] [ 19 ] |

### Filmek
| Magyar cím                               | Eredeti cím                                 | Színész Eredeti hang | Magyar hang  | Jegyzetek     |
| ---------------------------------------- | ------------------------------------------- | -------------------- | ------------ | ------------- |
|                                          | Marvel Rising: Secret Warriors              | Cierra Ramirez       |              | [ 19 ] [ 20 ] |
| Doctor Strange az őrület multiverzumában | Doctor Strange in the Multiverse of Madness | Xochitl Gomez        | Koller Virág | [ 2 ] [ 21 ]  |